# The Mission Waif
The Mission Waif és una pel·lícula muda estatunidenca del gènere western de 1911. La pel·lícula va ser dirigida per Gaston Méliès, produïda per la Star Film Company i distribuïda per la General Film Company.

## Repartimentn
- William Clifford: capità Courtesy, el bandit
- Mildred Bracken: Mary, l’òrfena de la Missió
- Francis Ford: el pare de la Missió